# Candidly Nicole

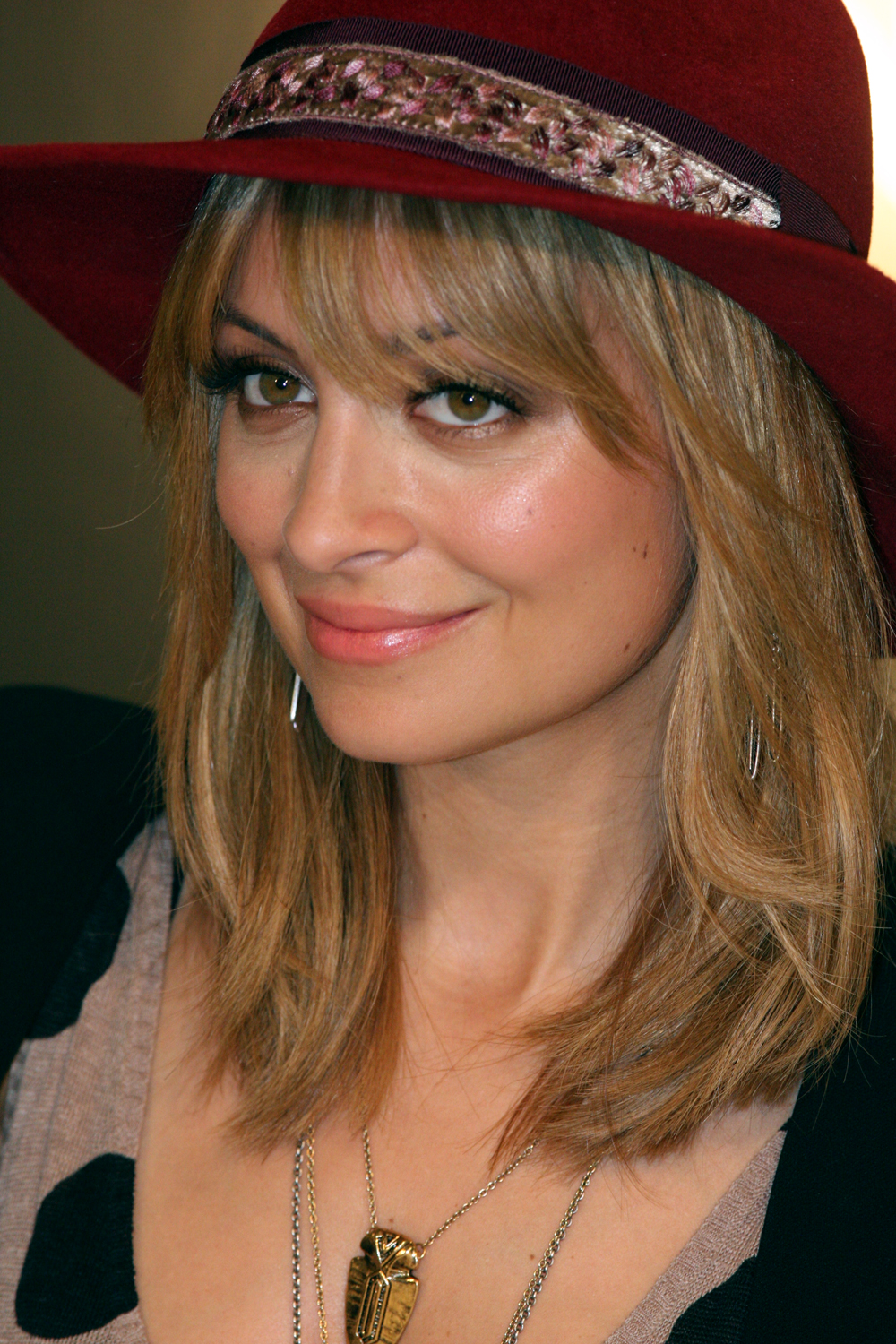
Nicole Richie em uma loja, David Jones 2012.

Candidly Nicole (Candidamente Nicole - estilizado como #CandidlyNicole) é um reality show da VH1 estadunidense que documenta a vida de Nicole Richie em forma de comédia. O programa é uma mistura de reality show com sitcom (comédia de situação).
Candidly Nicole é um reality que acompanha um pouco da vida de Nicole e das engraçadas histórias por trás de seus famosos tweets.
Nicole tem milhões de seguidores na rede social e trabalhou isso em sua vantagem. A série começou como uma websérie no site AOL e se tornou tão popular que migrou para a TV, no canal pago VH1.
Nicole não tem nenhum problema em mostrar a sua opinião sem censura para todos que ela conhece (mesmo que eles não peçam). Seus comentário únicos, inspira as pessoas a rir e aprender. O programa mostra detalhes das aventuras diárias de Nicole Richie e suas decisões sobre o estilo, relacionamentos, seu trabalho e sua jornada pela vida.

## 1ª Temporada (Websérie) AOL - 2013
- 01 - Tramp Stamp Removal
- 02 - Flower Arrangement
- 03 - First Date Outfits
- 04 - Homie Hopper
- 05 - Think Drag with RuPaul
- 06 - Bangs & Bobs
- 07 - Father's Day with Lionel Richie
- 08 - Born to Dance
- 09 - Piercing Pointers
- 10 - Selfie How To
- 11 - Sleep Secrets
- 12 - How Not to Pick Up A Guy
- 13 - Pageant Obsessed
- 14 - A Little Pet Psychic Advice
- 15 - Nicole Joins The Circus
- 16 - Nicole's Big Audition
- 17 - Nicole Richie's Hoop Dreams
- 18 - Nailed It
- 19 - Nicole Knows Hip Hop
- 20 - CLASSberg Is In Session

## 2ª Temporada (Websérie) AOL - 2014
- 01 - Hocus Pocus
- 02 - Richie In, Seacrest Out
- 03 - Sync Or Swim
- 04 - I Saw The Sign
- 05 - Paging Judy Blume
- 06 - King For A Day
- 07 - Mind Games
- 08 - Derby Doll
- 09 - Queen Bee
- 10 - To Bee or Not to Bee
- 11 - Secret Agent Richie
- 12 - Old Age & New Medicine
- 13 - Make Some Noise
- 14 - Making Faces
- 15 - World Record
- 16 - What's My Sports Vibe
- 17 - Down and Dirty
- 18 - And We're Rolling
- 19 - Momma Said Knock You Out
- 20 - Richie Realty

## 1ª Temporada (VH1) - 2014
- 01 - How To Online Date
- 02 - How To Be An Adult
- 03 - How To Be Friends With Hens
- 04 - How To Be Short
- 05 - How To Be A Boss
- 06 - How to Go Offline
- 07 - How to Say Yes
- 08 - How to Love Your Girlfriends

## 2ª Temporada (VH1) - 2015
- 01 - Inventor
- 02 - Artist
- 03 - Doppelganger
- 04 - By Nicole Richie
- 05 - Ex-Girlfriend
- 06 - Gay
- 07 - Australian
- 08 - Behind The Music